# Teungueth FC
Teungueth Football Club – senegalski klub piłkarski z siedzibą w mieście Rufisque. W sezonie 2021 występuje w Championnat National du Sénégal.

## Historia
Klub powstał w 2013. W tym samym roku zajął czwarte miejsce w grupie B drugiej ligi. Rok później spadł do trzeciej ligi. Następnie Teungueth zaliczyło dwa awanse (w 2015 do: Ligue 2 i w 2016 do: Championnat National du Sénégal). W sezonie 2016/2017 klub debiutował w najwyższej klasie rozgrywkowej i zakończył rozgrywki na jedenastej lokacie.
W sezonie 2019/2020 Teungueth zajmowało po 13 kolejkach pierwsze miejsce z 12-punktową przewagą nad ASC Diaraf. Ostatecznie rozgrywki nie zostały dokończone przez COVID-19, a mistrzostwa nie przyznano.
5 stycznia 2021 drużyna sprawiła sensację, eliminując Raję Casablanca z Afrykańskiej Ligi Mistrzów, kwalifikując się tym samym do fazy grupowej. W niej wygrali raz (z Espérance Tunis), zremisowali raz (z Zamalek SC), resztę meczów klub przegrał. Zajął ostatnią pozycję i odpadł z rozgrywek.

## Afrykańskie puchary
| Sezon   | Rozgrywki     | Runda   | Klub                   | Dom | Wyjazd | Ogólnie     |
| ------- | ------------- | ------- | ---------------------- | --- | ------ | ----------- |
| 2020/21 | Liga Mistrzów | PQ      | Gambia Armed Forces FC | 2–0 | 1–1    | 3–1         |
| 2020/21 | Liga Mistrzów | 1Q      | Raja Casablanca        | 0–0 | 0–0    | 0–0, k: 3–1 |
| 2020/21 | Liga Mistrzów | Grupa D | Espérance Tunis        | 2–1 | 1–2    | 4. miejsce  |
| 2020/21 | Liga Mistrzów | Grupa D | Zamalek SC             | 0–0 | 1–4    | 4. miejsce  |
| 2020/21 | Liga Mistrzów | Grupa D | MC Algier              | 0–1 | 0–1    | 4. miejsce  |